# Pod parou (Terry Pratchett)
Pod parou (v anglickém originále Raising Steam) je humoristický fantasy román britského spisovatele Terryho Pratchetta, celkově v pořadí 40. z cyklu Úžasná Zeměplocha. Je rovněž předposlední knihou této série a poslední knihou vydanou ještě před autorovou smrtí.
Děj se opět soustředí kolem postavy Vlahoše von Rosreta, známého již z knihy Zaslaná pošta či Nadělat prachy, k němuž přibyly nové osobnosti: vynálezce lokomotivy Mandlík Štědrovka či velkopodnikatel v odpadu Jindřich Král. Originální název se drží vzorce z knih věnovaných panu Rosretovi: Going Postal, Making Money, nyní Raising Steam. V první byla do Zeměplochy uvedena poštovní služba, ve druhém bankovnictví a nyní železnice.
Původní vydání románu bylo ohlášeno na 24. října 2013,, následně odložené na 7. listopadu téhož roku. Obálka knihy od Paula Kidbyho byla představena na facebookovém profilu spisovatele 6. srpna 2013.
Do češtiny knihu přeložil opět „dvorní překladatel“ Terryho Pratchetta Jan Kantůrek. Byla však nakladatelstvím Talpress vydána až krátce po smrti autora, v květnu 2015, a to s rudou pietní páskou s nápisem: „40. titul v sérii Úžasná Zeměplocha. Sir Terry Pratchett (28. 4. 1948 – 12. 3. 2015)“.